# Saurida normani
Espèce
Statut de conservation UICN

 LC 28 janvier 2013 : Préoccupation mineure
Saurida normani est une espèce de poissons de la famille des Synodontidae.

## Systématique
L'espèce Saurida normani a été décrite pour la première fois en 1935 par l'ichtyologue américain William Harding Longley (d) .

## Distribution
Cette espèce est originaire de la mer des Caraïbes se retrouve du large de la Floride au large du Brésil.

## Description
Saurida normani mesure en moyenne 30,0 cm, bien que certains spécimens puissent atteindre 45 cm pour un poids de 500 g.
Cette espèce se trouve principalement sur le plancher océanique au large, à des profondeurs variant généralement de 25 à 550 m.
Il s'agit d'un poisson allongé, à la mâchoire proéminente dont le ventre est clair, pratiquement blanc, et dont le dos est doré, semblables aux sédiments.

## Étymologie
Son épithète spécifique, normani,est un hommage à l'ichtyologue britannique John Roxborough Norman.

## Comportement

### Prédateurs
Saurida normani est la proie de poissons plus gros comme l'Ange de mer de sable.

### Proies
Saurida normani se nourrit de poisson plus petits comme Upeneus parvus.

### Parasites
Saurida normani héberge des endoparasites digènes comme Parahemiurus merus ou Gonocerca crassa.

## Écologie et environnement
Saurida normani se place généralement sur les sédiments des fonds, où il chasse à l'affût et capture les proies qui passent à proximité.

## Publication originale
- (en) William Harding Longley, « Osteological notes and descriptions of new species of fishes. », Carnegie Institution of Washington Year Book,‎ 1935.